# Majavana, Hosanagara
Majavana là một làng thuộc tehsil Hosanagara, huyện Shimoga, bang Karnataka, Ấn Độ.